# Буревісник кочівний

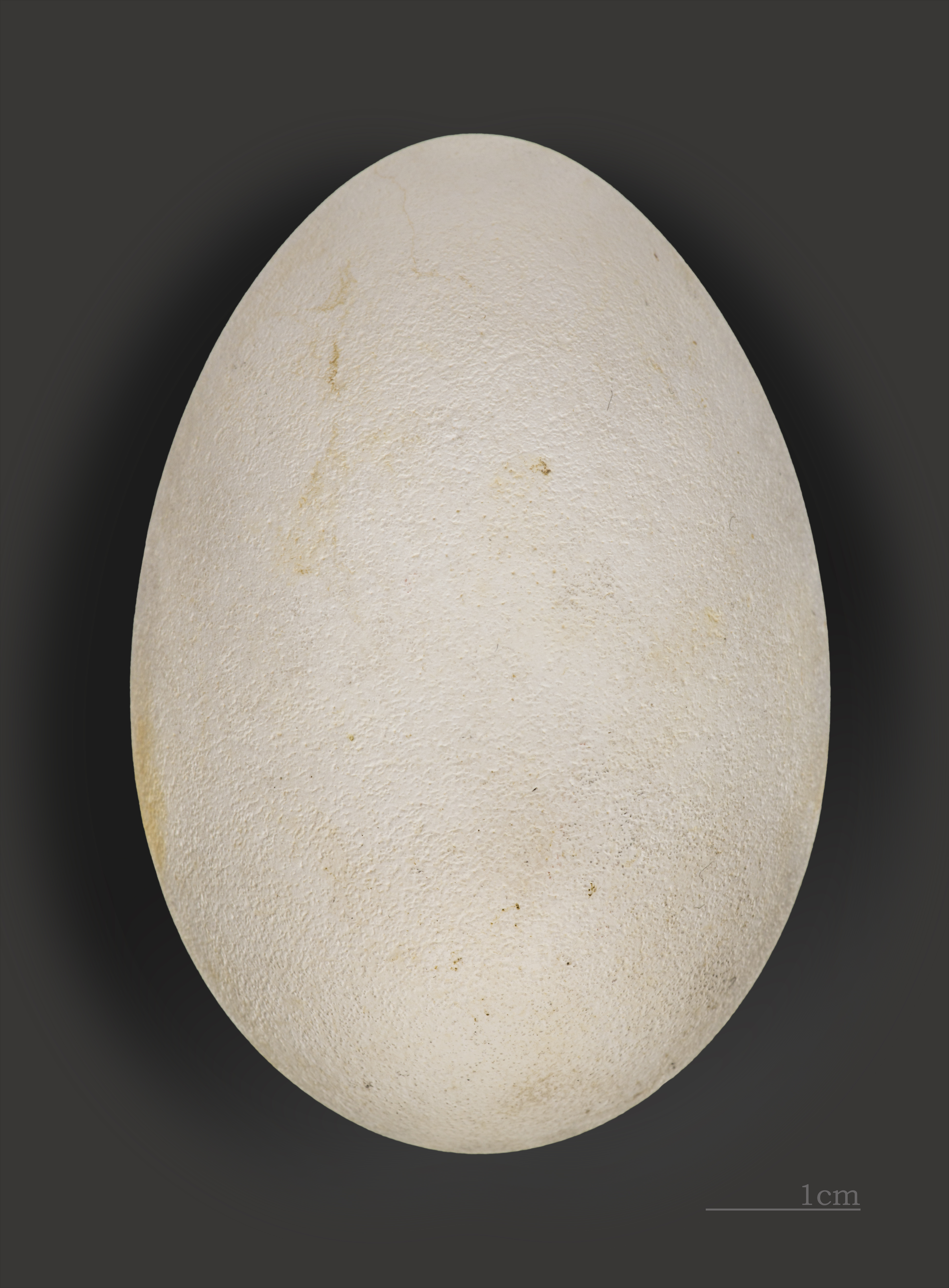
Яйце.

Буревісник кочівний або північний фульмар (Fulmarus glacialis) — морський птах родини буревісникових (Procellariidae). Мешкає на півночі Тихого та Атлантичного океанів. Цей птах зовнішньо дуже нагадує мартинів, але непов'язаний з ними генетично. Має сіре тіло і жовтий дзьоб, 43-52 см завдовжки з розмахом крил 101—117 см. Існують темна і біла морфи цього птаха.

## Підвиди
- F. g. glacialis (Linnaeus, 1761) – гніздиться у високоарктичних районах Північної Атлантики.
- F. g. auduboni Bonaparte, 1857 –  гніздиться в низькій Арктиці та бореальних областях Північної Атлантики.
- F. g. rodgersii Cassin, 1862 – гніздиться на узбережжі східного Сибіру та півострова Аляска.